# 黄永刚
黄永刚（1962年11月2日—），男，北京人，美国西北大学机械工程、土木与环境工程、材料科学与工程系Walter P. Murphy教授，力学家，美国国家工程院院士、中国科学院外籍院士。与高华健、卢天健、锁志刚一同被称作华人固体力学界“两健两刚”。中国科学院院士黄克智之子。

## 生平
黄永刚1962年11月出生于北京，1974至1980年就读于北京一零一中学。1984年毕业于北京大学力学系，之后跟随胡海昌院士作研究生两年,1986年前往哈佛大学留学，1990年获得博士学位，导师为约翰·W·哈钦森，之后留在哈佛大学随伯纳德·巴蒂安斯基以及詹姆斯·R·莱斯做博士后，为期一年。
1991年，黄永刚在亚利桑那大学担任助理教授。1995年，前往密西根理工大學担任副教授。1998年，前往伊利诺伊大学厄巴纳-尚佩恩分校任副教授，2001年升任正教授，2003年，黄永刚开始任伊利诺伊大学厄巴纳-尚佩恩分校的Grayce Wicall Gauthier讲席教授，2004年，担任Shao Lee Soo讲席教授。2007年起，在美国西北大学任Joseph Cummings讲席教授。2015年起，担任Walter P. Murphy讲席教授。
2004年，受聘为国家教育部长江学者奖励计划讲座教授。2014年，黄永刚受聘为西安交通大学名誉教授。2015年，受聘为西南交通大学名誉教授。2016年，受聘为南京工业大学名誉教授、华中科技大学名誉教授。2017年，受聘为南京航空航天大学名誉教授、西北工业大学顾问教授。2019年，受聘为上海大学名誉教授。
2010年，当选为欧洲科学与艺术院院士。2017年当选为美国国家工程院院士、欧洲科学院院士与中国科学院外籍院士，成为继高华健、锁志刚之后固体力学领域第三位华人美国国家工程院院士。

## 成就
与其父黄克智相同，黄永刚主要研究领域为固体力学，尤其是材料和电子器件的力学行为，他开创了可延展无机电子器件的研究领域并创建了基于微观机制的应变梯度理论。
在从1998年到2017年近二十年内，黄永刚为世界固体力学领域文章引用率最高的学者。截至2017年，黄永刚为世界固体力学领域文章引用率最高的华人学者。
黄永刚为中国力学学科和柔性电子学科发展做出了重要贡献，截至2017年，黄永刚培养的17名中国博士生和博士后均已回国，另外还与国内院校联合培养了9名博士后和28名博士。同时，黄永刚每年在国内工作三个月，截至2017年，已与国内学者联合发表论文三百余篇。